# Morelos Open 2014
Il Morelos Open 2014 è stato un torneo di tennis facente parte della categoria ATP Challenger Tour nell'ambito dell'ATP Challenger Tour 2014. È stata la 1ª edizione del torneo che si è giocato a Cuernavaca in Messico dal 17 al 23 febbraio 2014 su campi in cemento e aveva un montepremi di $75,000+H.

## Partecipanti singolare

### Teste di serie
| Nazionalità     | Giocatore              | Ranking* | Testa di serie |
| --------------- | ---------------------- | -------- | -------------- |
| Rep. Dominicana | Víctor Estrella Burgos | 132      | 1              |
| Slovacchia      | Andrej Martin          | 138      | 2              |
| Tunisia         | Malek Jaziri           | 146      | 3              |
| Stati Uniti     | Rajeev Ram             | 150      | 4              |
| Stati Uniti     | Bobby Reynolds         | 179      | 5              |
| Austria         | Gerald Melzer          | 196      | 6              |
| Venezuela       | David Souto            | 222      | 7              |
| Italia          | Alessio Di Mauro       | 232      | 8              |

### Altri partecipanti
Giocatori che hanno ricevuto una wild card:
- Tigre Hank
- Luis Patiño
- Miguel Ángel Reyes Varela
- Rogelio Siller

Giocatori che sono passati dalle qualificazioni:
- Dean O'Brien
- Henrique Cunha
- Juan Carlos Spir
- Giovanni Lapentti

Giocatori che hanno ricevuto un entry con un protected ranking:
- Daniel Kosakowski

## Vincitori

### Singolare
Gerald Melzer ha battuto in finale  Víctor Estrella Burgos con il punteggio di 6–1, 6–4

### Doppio
Andrej Martin /  Gerald Melzer hanno battuto in finale  Alejandro Moreno Figueroa /  Miguel Ángel Reyes Varela con il punteggio di 6–2, 6–4